# DN Debatt
DN Debatt är den svenska dagstidningen Dagens Nyheters debattsida. Politiska utspel och nya rapporter presenteras ofta på DN Debatt och refereras sedan i andra medier. Amanda Johansson-Murie är redaktör sedan januari 2022.
DN Debatt anses vara ett av Sveriges mest inflytelserika debattforum och är ofta den plats där politiska partier lanserar större reformförslag. Under riksdagsåret 2007–8 citerades texter som publicerats på DN Debatt i ungefär 50 motioner eller riksdagsdebatter.

## Historia
Den 12 januari 1960 inrättades ett ny debattutrymme på Dagens Nyheters ledarsida. I introduktionen förklaras att "avsikten är att belysa viktiga samhällsproblem ur skilda synvinklar, vilket givetvis innebär att de inbjudna bidragsgivarna ofta kommer att företräda åsikter som ej delas av tidningen". Förste skribent var ekonomen och politikern Bertil Ohlin.
År anställdes Göran Beckérus på ledarredaktionen med uppdrag att redigera de signerade artiklarna under vinjetterna DN Debatt och DN Hörna. Beckérus strävade efter att urvalet av artiklar skulle ske enligt journalistiska principer, dvs att de skulle ha nyhetsvärde. Han gjorde sidan mer oberoende av ledarredaktionen, och visade exempelvis inte artiklarna i förväg för chefredaktören. I maj 1984 lyftes DN Debatt till sist bort från ledarmaterialet och fick en egen sida i tidningen. Debattsidan låg dock administrativt kvar under ledaravdelningen. Efter konflikter med ledarredaktionen tvingades Beckérus till sist lämna redaktörskapet, med motivationen att han suttit för länge på posten. Han ersattes av sin medredaktör Mats Bergstrand, som kom att leda sidan under de följande sjutton åren. 

### Redaktörer
- Göran Beckérus, 1976–1992
- Mats Bergstrand, 1992–2009
- Bo G. Andersson, 2009–2012
- Nils Öhman, 2012–2021
- Mats J Larsson (tillförordnad), 2021–2022
- Amanda Johansson-Murie‚ 2022–

## Urval och artiklar
Redaktören Nils Öhman publicerade 2016 en omfattande FAQ om sidan som uppdateras löpande. Där poängteras hur viktigt det är att artiklarna har ett nyhetsinnehåll och att redaktionen numera sällan beställer artiklar.
Bo G. Andersson förklarar i en analys av debattmaterialet under sitt första år som redaktör, att ett absolut krav på artiklarna är att de är skrivna exklusivt för DN Debatt. De får alltså inte ha varit publicerade någon annanstans. Dessutom skiljer han tydligt på debattartikelns uppgift att skapa opinion, och den traditionella nyhetsartikelns strikta krav på saklighet och opartiskhet. Bo G. Andersson förklarar där att han skulle önska mer tid till att ta egna initiativ genom att kontakta experter på områden som tidningen vill uppmärksamma.
I en undersökning av DN Debatt 1995 uppskattade sidans dåvarande redaktör Mats Bergstrand att omkring 35-40 procent av artiklarna på sidan var initierade av redaktionen, antingen genom att Bergström kontaktade skribenter som han ansåg har något intressant att komma med eller genom att en skribent kontaktade redaktionen och att Bergstrand efter samråd med skribenten beställde en artikel. Undersökningen från 1995 visade också att personer som representerade någon organisation var klart överrepresenterade bland skribenterna på sidan. Bland partierna var Socialdemokraterna överrepresenterade 1995, liksom vid en tidigare undersökning 1989 då även Folkpartiet var överrepresenterat.
I en undersökning som år 2010 gjordes av Uppsalastudenterna Niels Selling och Anders Utbult och PR-byrån Agenda PR var sju av tio debattörer män. Allianspartierna upptog cirka dubbelt så stort utrymme som de rödgröna partierna. Samma undersökning visade även att det samhällsområde som diskuteras mest gällde socialpolitik och vård, som stod för cirka en femtedel av artiklarna.
DN Debatt har kritiserats för att vara både höger- och vänstervriden. En annan diskussion kring sidan rör eventuella problem med DN:s dominerande roll och möjligheter att styra debatten, liksom relationen mellan DN Debatt och ledarredaktionen på tidningenn.